# 小泉遥香
小泉 遥香（こいずみ はるか、2001年1月5日 - ）は、日本のアイドル、女優、歌手、タレント。超ときめき♡宣伝部のメンバー。埼玉県出身。スターダストプロモーション所属。

## 略歴
9歳から子役として活動し、中学に入るタイミング（2013年）でスターダストプロモーションに所属する。
2014年10月、「私立輝女学園」1期途中に新入生として加入。2015年1月31日・2月1日、舞台 少女劇団いとをかし第2回公演『ともだちの数え方』に出演。
2015年4月11日、私立輝女学園の新しい部活（宣伝部）としてスタートしたアイドルグループ「ときめき♡宣伝部」の結成メンバー（ときめき♡ピンク）となる。
2018年1月、ラジオ日本 60TRY部の番組内コーナー「永野の映画はえ〜がな！」にアシスタントとしてレギュラー出演開始。2025年1月から8年目に突入した。
2021年、ミュージカル「オープニングナイト」 〜桜咲高校ミュージカル部〜にレイコ 役で出演。
2022年1月、個人のYouTubeチャンネルを開設。
2022年10月、WEBメディア「Bezzy」にてコラム 小泉遥香の「出張！こいずみゅーじっく♪」を連載開始。
2023年8月、舞台「いいね!光源氏くん」に藤原詩織 役で出演。同年秋、イメージチェンジのため髪型をショートにする。
2025年1月6日、24歳の誕生日翌日に初のソロ曲「SHINY PINK♡」が配信リリースされた。作詞・作曲はMUTEKI DEAD SNAKE。
2025年3月31日より朝の情報番組『ZIP!』（日本テレビ系列）のコーナー「キテルネ！」のリポーターに就任し、同年4月3日に「キテルネ！」のリポーターとして初出演した。
2025年5月16日、初のソロ写真集『はるのとなり。』を発売した。2025年6月、舞台『アイディール・セミナー/Final session』に準主演 桜庭仁美 役で出演した。

## 人物
- 趣味は作詞、ギター（アコースティックギター[14]）[1][15]、サウナ、岩盤浴、筋トレ、舞台鑑賞。
- 透明感がありながらパワフルな歌声を特徴とし[10]、歌い方がイケメン、グループのボーカルを支える要と称される[2]。2025年1月6日にソロ曲「SHINY PINK♡」を配信リリースした。
- 特技は歌うこと、一人芝居、ギター弾き語り[1]。母と一緒に弾き語りすることもある[16]。
- チャームポイントは、目と背中[17]。目元や眉、まつ毛のメイクでたれ目をもっとキュートにできるよう意識している[18]。
- 3姉妹の長女。姉妹仲が良く、2人の妹は「次女るか」「3女るか」の名前でブログにたびたび登場している。
- 祖母はライブを観に来たり手料理を振舞ったりして支えてもらっていて、ふるさと納税の返礼品を渡して、ばあ孝行した[5]。
- 先輩の高城れに（ももいろクローバーZ）とは推し推される関係。小泉遥香1st写真集の帯コメントを依頼した際には快諾してくれた[19]。
- 好きな食べ物はラーメン、コーンポタージュ、担々麺、フルーツ[20]。
- 好きな言葉は粉骨砕身[20]。
- 愛称は、おはる、はぁちゃん（はーちゃん）。
- ラジオ好きで「SCHOOL OF LOCK!」をよく聴いており、2024年3月13日にゲスト講師としてメンバーの杏ジュリア、吉川ひよりと共に念願の出演を果たした[21]。
- 音楽好き[22]。WEBメディア「Bezzy（ベジー）」にてコラム 小泉遥香の「出張！こいずみゅーじっく♪」を連載している[23]。好きなアーティストはUNISON SQUARE GARDENなど。
- 邦楽ロック好きになったのは、チームしゃちほこの咲良菜緒がロック好きで、自身もロックを聴き始めたのがきっかけ[24]。
- ロックバンドとアイドルの違いについて「大きく言うと楽器を持つか持たないだと思っていて、私たちはマイク１本しか持たないけど、そのほかにも笑顔や大きく言うと喜怒哀楽の表情で、楽器で音を作るのと同じように、顔や声で歌に表情を付けている」と語っている。とき宣での活動を通して、マイクと表情で人を笑顔にさせることができ、人を虜にさせることができるということを学び、2018年3月に海外でライブをする際にも共通言語として「笑顔」を掲げたという。「いろんな表情でいろんな曲をこうして歌わせて頂いているので、表情や声を大事にして私達にしかできない声やライブを届けていきたい」[16]。
- ブログの更新が日課で、2020年12月21日の記事でLINEブログの投稿が2,000回に達成した。ファンからの多くの祝福コメントが寄せられたのがきっかけとなり、「2020年12月 編集部が選ぶ LINE BLOG月間MVP」に選出された[25]。2023年3月31日からは超ときめき♡宣伝部オフィシャルサイトのブログに移行した。
- 2021年12月24日にBoA「メリクリ」[26]、2023年1月5日にHoneyWorks「可愛くてごめん」[27]、2024年1月5日に鈴木愛理「最強の推し!」[28]の歌ってみた動画をYouTubeに公開した。

## 出演
※ 超ときめき♡宣伝部（旧 ときめき♡宣伝部）、私立輝女学園、STAR PLANET（旧 STARDUST PLANET）としての出演はそれぞれのページを参照。

### テレビ
- 男の操 1話 女子高生役（2017年11月12日、NHK BSプレミアム）
- THE突破ファイル（2020年3月19日、日本テレビ系列）
- 痛快TVスカッとジャパン （フジテレビ系列）
  - 「『ムチャ受験』大逆転のメゾット」（2019年7月15日）
  - 「悪徳訪問販売を母親が撃退」（2020年1月13日）- 菅谷美波役
  - 「〜ショート胸キュン〜恋が始まる瞬間スカッと」（2021年8月30日）- 松下ここな役
  - 「ペットマウンティング女」（2022年2月14日） - 本田由奈（受付＆司会者）役
- 趣味どきっ!「今たのしむ!昭和レトロポップス」（2023年2月、NHK Eテレ）
  - 「UFO」（ピンクレディー）[29]「プレイバックPart2」（山口百恵、2月1日放送）、「DESIRE -情熱-」（中森明菜、2月8日）[30]、「駅」（竹内まりや、2月15日）、「タッチ」（岩崎良美、2月22日）を歌唱
- 世界で一番怖い答え （2024年1月3日、フジテレビ系列）
- トークと歌とものまね酒場〜トゥーモ〜（2024年6月20日[31]、27日[32]、チバテレ） - 吉川ひよりと共に出演
- その道のプロが選ぶ本当のNo.1 プロフェッショナルランキング（2025年4月21日、TBS系列） - アイドル名曲ランキング[33]
- ZIP!（日本テレビ系列）
  - 番組内コーナー「キテルネ！」（2025年4月3日[9] - ） - 「キテルネ！」のリポーターとして不定期出演[34]
- ラヴィット!（2025年8月6日、8月20日、TBS系列）
- 音道楽√（2025年8月15日、読売テレビ）

### ラジオ
- ニッポン放送 ホリデースペシャル「太田胃散プレゼンツ スタプラアイドルラジオ」（ニッポン放送、2020年7月23日）
- 60TRY部（ラジオ日本、2018年1月 - ） - 毎週水曜日20:30頃からのコーナー「永野の映画はえ～がな！」にアシスタントとしてレギュラー出演[35]

### 映画
- 宇宙刑事ギャバン THE MOVIE （2012年、東映）
- かぐや様は告らせたい〜天才たちの恋愛頭脳戦〜 ファイナル（2021年8月20日公開、東宝）

### ミュージックビデオ
- 乃木坂46 MV「無口なライオン」(2014年7月9日発売)
- 乃木坂46 個人PV「インスタントカメラ」（2015年3月18日発売）

### 舞台
- 少女劇団いとをかし第2回公演『ともだちの数え方』（2015年1月31日・2月1日公演）[36]
- 少女劇団いとをかし第3回公演『シーパー』（2015年9月5日・6日公演）[37]
- 少女劇団いとをかし第4回公演『シーパーREMAKE』（2016年2月13日・14日公演）[38]
- ミュージカル「オープニングナイト」 〜桜咲高校ミュージカル部〜（2021年7月8日 - 11日、日本青年館ホール） - レイコ 役[39]
  - 2021年11月1日 - 7日、新国立劇場 中劇場にて再演[40]
- いいね!光源氏くん（2023年8月12日 - 19日、三越劇場） - 藤原詩織 役（矢野優花とWキャスト）[41]
- DisGOONie Presents Vol.14 reading mindfulness『chill moratorium』チルモラトリアム（2024年9月14日 - 29日公演）[42]
- 『アイディール・セミナー/Final session』(2025年6月4日-8日、こくみん共済 coop ホール/スペース・ゼロ） - 準主演 桜庭仁美 役[43]

### CM
- 株式会社ジュピターテレコム（J:COM）「J:COM MOBILE」（2017年）
- タカラトミーアーツ「クミヒモルーミー」（2015年）
- 本田技研工業「Hybrid」
- BASE株式会社「BASE」（2021年）[44][45] - 共演する香取慎吾の向かって右隣

### 広告
- モリリン株式会社「HEAD KIDS」2015 SPRING SUMMER」
- 本庄第一中学・高等学校

### WEB
- 小泉遥香の「出張！こいずみゅーじっく♪」（2022年 - 、Bezzy）[46] - コラム連載
- auのエンタメ情報ポータルサイト『ココロオドルSelect』 第6弾 超ときめき♡宣伝部 小泉遥香「夢中になって目が離せない3作品」（2025年1月10日、au）[47]

### 生誕祭
1. 2016年1月10日 - ときめき♡宣伝部 おはる生誕祭（東京・ららぽーと豊洲）
2. 2017年1月15日 - ときめき♡ピンクおはる生誕祭（東京・北とぴあ つつじホール）
3. 2018年1月7日 - ときめき♡宣伝部 小泉遥香生誕祭（千葉・行徳文化ホールＩ＆Ｉ）
4. 2019年1月13日 - ときめき♡ピンク おはる生誕祭（東京・Mt.RAINIER HALL SHIBUYA）
5. 2020年1月26日 - ときめき♡ピンク おはる生誕祭　「恋's music2020」（東京・ヴィーナスフォート）
6. 2021年1月31日 - 超ときめき♡ピンク 小泉遥香生誕祭　「恋's music2021」　※無観客生配信ライブ
7. 2022年1月5日 - 小泉遥香生誕祭 ※YouTubeトーク生配信♡[48]
8. 2023年1月5日 - 小泉遥香バースデイパーティー生配信[49]
9. 2024年1月5日 - 小泉遥香誕生日生配信♡ #とき宣おはる誕生日[50]
10. 2025年1月5日 - 小泉遥香誕生日生配信♡ #とき宣おはる生誕祭[51]

### その他
- タブレット端末「enchantMOON」PV（2013年）[52][53][54]

## 書籍

### 写真集
- 1stソロ写真集『はるのとなり。』（2025年5月16日、主婦と生活社）[55][56][57][58][59][60] - テーマは、アイドルおはるの素顔。6月13日にデジタル版も発売した。

### 雑誌
- Top Yell NEO 2021〜2022（2021年12月27日、Top Yell NEO編集部）
- IDOL FILE Vol.34（2024年11月29日、ロックスエンタテインメント） - 表紙[61]

## 超ときめき♡宣伝部としての活動
担当カラーは、超ときめき♡ピンク。あだ名は「おはる」。
公式ファンクラブ「超ときめき♡宣伝本部」でメンバーコンテンツ「小泉、今日の一句」を毎週金曜日に更新している。
辻野かなみ・坂井仁香とは、小泉が『私立輝女学園〜KAGAJO.COM〜』1期の後半で転校生的な感じで入ってきたのが最初の出会いという。2015年4月に3人とも結成メンバーとなる。
2015年12月27日のクリスマスライブで「ときめき♡宣伝部は期間限定ユニットなのか？」と決断を1人ずつ迫られる場面があり、「続けさせてもらえるなら、続けたいです。続けてもいいですか……？」と涙ながらに訴え、観客からは大きな歓声と拍手が送られる場面があった。当時の心境について「それまで私たちは本当にフワフワとした気持ちだったと思うんです。でも続けるかどうするかを考えたとき、無駄にしたくないなと思った。」と振り返る。
2016年7月17日のワンマンライブでメジャーデビュー決定がサプライズで発表され、「今になってもあんまり理解できてない。でもね、もうね、とにかくうれしい。とき宣がデビューなんてしていいのかわからないけど、みなさんの期待に絶対応えられるように精一杯がんばりたいです。本当に最高です」と興奮気味に語った。
2016年10月10日、広島駅南口地下広場にて開催された「ときめき♡ガンバ!!チャレンジツアー」のステージで「広島弁でニュース原稿読めるかな？」にチャレンジして成功。公式プロフィールの特技に「広島弁のニュース原稿を読めること」が追加されていた時期がある。
2017年春にメンバーの脱退で4人になりグループの危機を迎えたが、いろんなスタッフが「味方はいっぱいいるから大丈夫だよ」と言ってくれたり、宣伝部員（ファン）も毎日ブログにコメントしてくれたり、イベントのときも笑顔を見せてくれたり、元気や勇気をもらえる言葉をかけてくれたり、心の支えになってくれたという。
小学4年生くらいからお芝居の経験があり、歌う時の表情についても気にしている。楽曲『100%オレンジ』の「同じ笑顔のまま ここでまた会おうね」の歌詞の部分では、（同じ笑顔のまま）この笑顔をいつでも思い出してもらえるように、満面の笑みで歌っているという。
同じ埼玉県出身の辻野かなみと「さいたまスーパーアリーナをペーパークラフトでつくり、1日でも早くイベントを再開できる日をみんなで祈ろう」というプロジェクトに参加したことがきっかけとなり、さいたまスーパーアリーナでの無観客ライブ開催が決定した。そのライブのアンコールでは「とき宣の中でもさいたまスーパーアリーナのステージ（俺の藤井 2016 〜Tynamite!!〜）は忘れられない思い出の1つになっていて、今回無観客という形ではありますが、こうやってまたステージに立たせていただいてとってもうれしいです」と「俺の藤井 2016」の思い出を振り返る場面があった。